# Parand

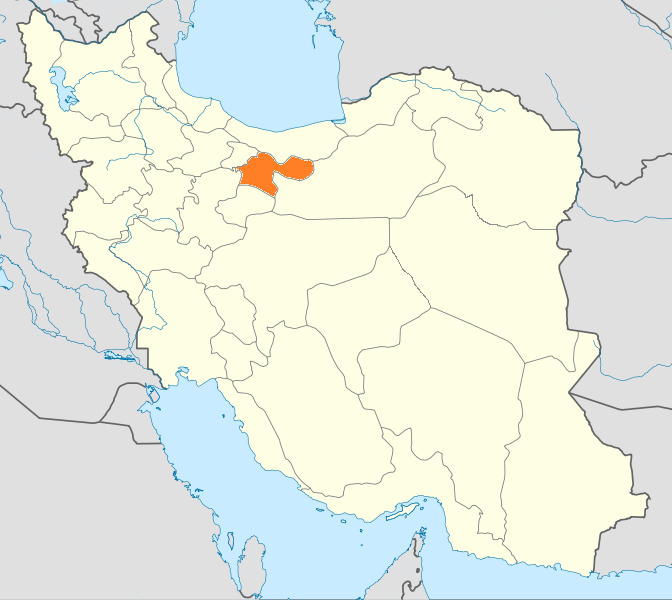
Provincia Tehran

Parand este un oraș din Iran, situat în Provincia Tehran, 10 km la vest de orașul Robat Karim (aflat la cca. 35 km sud-vest de Teheran). Parand are una din universitățile private din rețeaua Universității Islamice Asad (persană دانشگاه آزاد اسلامی) cu cca. 7000 de studenți. Este așteptat ca orașul să crească la 80 de mii de locuitori și o suprafață de 1467 de hectare.
Parand este de asemenea și un nume iranian, cuvântul înseamnând mătase naturală.